# Guadalca
Guadalca is een geslacht van libellen (Odonata) uit de familie van de glanslibellen (Corduliidae). De beschrijving werd in 1957 gepubliceerd door Douglas Eric Kimmins. De typesoort is Guadalca insularis, die voorkomt op Guadalcanal in de Salomonseilanden.

## Soorten
Guadalca omvat 1 soort:
- Guadalca insularis Kimmins, 1957